# 11420 Zoeweiss
11420 Zoeweiss este o planetă minoră (asteroid) din centura de asteroizi. A fost descoperită pe 18 mai 1999 la Magdalena Ridge Observatory⁠(d) de Lincoln Near-Earth Asteroid Research. 
Obiectul prezintă o orbită caracterizată de o semiaxă mare de 2,1802058 UAi, o excentricitate de 0,16, o înclinație de 5,89028 ° în raport cu ecliptica.